# 激しい季節
『激しい季節』（はげしいきせつ、原題・イタリア語: Estate violenta）は、1959年に製作・公開されたイタリアとフランスの合作映画である。

## 概要
第二次世界大戦中の北イタリア・リミニ県を舞台としており、ヴァレリオ・ズルリーニが監督、エレオノラ・ロッシ＝ドラゴとジャン＝ルイ・トランティニャンが主演した。

## ストーリー
舞台は第2次世界大戦時でムッソリーニ政権下のアドリア海に面したイタリアの高級避暑地・リッチョーネ。この地に滞在する上流階級の娘ロッサナ（ジャクリーヌ・ササール）は、戦火を逃れて別荘へ来たファシスト高官の息子カルロ（ジャン＝ルイ・トランティニャン）と恋に落ちた。ある日、この地の上空にナチスの軍用機が威嚇するように飛んできて、怖がった幼女が逃げ出して転んでしまうが、カルロはこの幼女を助けて上げる。そして、カルロはこの幼女の美しい母親である未亡人のロベルタ（エレオノラ・ロッシ＝ドラゴ）と出会って、彼女に一目惚れをする。その後、カルロとロベルタは彼の別荘で逢い、甘美な曲に合わせて一緒に踊り、思わず強く抱擁した。それを見たロッサナは悲しみのあまり泣きながら立ち去ってしまう。ムッソリーニに代わってバドリオ政権が樹立された頃には、2人は逢瀬を重ねて激しい愛欲にまみれた日々を送っていた。だが、カルロの兵役延期は期限が切れていた。どうしても別れられないカルロとロベルタは悩んだ末に駆け落ちを決意するが...。

## キャスト
※括弧内は日本語吹替（初回放送1968年4月18日『木曜洋画劇場』）
- ロベルタ・パルメザン：エレオノラ・ロッシ＝ドラゴ
- カルロ・カレモーリ：ジャン＝ルイ・トランティニャン
- ロッサナ：ジャクリーヌ・ササール
- マッダレーナ：フェデリカ・ランキ

## スタッフ
- 監督：ヴァレリオ・ズルリーニ
- 製作：シルヴィオ・クレメンテッリ
- 脚本：ヴァレリオ・ズルリーニ、スーゾ・チェッキ・ダミーコ、ジョルジオ・プロスペリ
- 音楽：マリオ・ナシンベーネ
- 音楽指揮：フランコ・フェラーラ
- 撮影：ティノ・サントーニ
- 編集：マリオ・セランドレイ
- プロダクションデザイン：マッシミリアーノ・カプリッチョーリ、ダリオ・チェッキ
- 衣裳：ダリオ・チェッキ

## 映画賞受賞
- ナストロ・ダルジェント主演女優賞：エレオノラ・ロッシ＝ドラゴ
- マール・デル・プラタ国際映画祭女優賞：エレオノラ・ロッシ＝ドラゴ